# Totalán
Totalán és un municipi d'Andalusia, a la província de Màlaga. És a 22 kilòmetres de Màlaga i a 533 kilòmetres de Madrid.
El 2019 s'hi va dur a terme el rescat en un pou del cos sense vida del nen Julen Roselló.